# Armadillidium cythereium
Armadillidium cythereium är en kräftdjursart som beskrevs av Hans Strouhal 1937. Armadillidium cythereium ingår i släktet Armadillidium och familjen klotgråsuggor. Inga underarter finns listade i Catalogue of Life.